# Rugby 7 en los Juegos Mundiales 2001
El rugby 7 es una de las tantas disciplinas de los Juegos Mundiales de 2001. Fue la primera vez que se hizo presente el rugby en los juegos.
Se disputó en el Akita Yabase Stadium de Akita, Japón.

## Equipos participantes
| - Selección de rugby 7 de Australia - Selección de rugby 7 de Canadá - Selección de rugby 7 de Fiyi - Selección de rugby 7 de Francia | - Selección de rugby 7 de Gran Bretaña - Selección de rugby 7 de Japón - Selección de rugby 7 de Nueva Zelanda - Selección de rugby 7 de Sudáfrica |

## Medallero

### Torneo masculino
| Evento  | Oro  | Plata     | Bronce        |
| ------- | ---- | --------- | ------------- |
| Rugby 7 | Fiyi | Australia | Nueva Zelanda |

## Ronda preliminar

### Grupo A

#### Posiciones
| Pos. | Equipo        | Encuentros | Encuentros | Encuentros | Encuentros | Tantos  | Tantos    | Tantos     | Puntos |
| Pos. | Equipo        | jugados    | ganados    | empatados  | perdidos   | a favor | en contra | diferencia | Puntos |
| ---- | ------------- | ---------- | ---------- | ---------- | ---------- | ------- | --------- | ---------- | ------ |
| 1    | Fiyi          | 3          | 3          | 0          | 0          | 108     | 19        | + 89       | 9      |
| 2    | Francia       | 3          | 2          | 0          | 1          | 69      | 50        | + 19       | 7      |
| 3    | Nueva Zelanda | 3          | 1          | 0          | 2          | 40      | 49        | - 9        | 5      |
| 4    | Canadá        | 3          | 0          | 0          | 3          | 12      | 111       | - 99       | 3      |

|  | Se elimina con el 4º del grupo B |

|  | Se elimina con el 3º del grupo B |

|  | Se elimina con el 2º del grupo B |

|  | Se elimina con el 1º del grupo B |

#### Resultados
| 25 de agosto | Nueva Zelanda | 21 - 17 | Canadá |  |  |

| 25 de agosto | Fiyi | 33 - 12 | Francia |  |  |

| 25 de agosto | Francia | 21 - 12 | Nueva Zelanda |  |  |

| 25 de agosto | Fiyi | 54 - 0 | Canadá |  |  |

| 25 de agosto | Francia | 36 - 5 | Canadá |  |  |

| 25 de agosto | Fiyi | 21 - 7 | Nueva Zelanda |  |  |

### Grupo B

#### Posiciones
| Pos. | Equipo      | Encuentros | Encuentros | Encuentros | Encuentros | Tantos  | Tantos    | Tantos     | Puntos |
| Pos. | Equipo      | jugados    | ganados    | empatados  | perdidos   | a favor | en contra | diferencia | Puntos |
| ---- | ----------- | ---------- | ---------- | ---------- | ---------- | ------- | --------- | ---------- | ------ |
| 1    | Australia   | 3          | 3          | 0          | 0          | 85      | 19        | + 66       | 9      |
| 2    | Sudáfrica   | 3          | 2          | 0          | 1          | 95      | 33        | + 62       | 7      |
| 3    | Japón       | 3          | 1          | 0          | 2          | 45      | 73        | - 28       | 5      |
| 4    | Reino Unido | 3          | 0          | 0          | 3          | 12      | 112       | - 100      | 3      |

|  | Se elimina con el 4º del grupo A |

|  | Se elimina con el 3º del grupo A |

|  | Se elimina con el 2º del grupo A |

|  | Se elimina con el 1º del grupo A |

#### Resultados
| 25 de agosto | Australia | 31 - 0 | Reino Unido |  |  |

| 25 de agosto | Sudáfrica | 33 - 7 | Japón |  |  |

| 25 de agosto | Australia | 33 - 0 | Japón |  |  |

| 25 de agosto | Sudáfrica | 43 - 5 | Reino Unido |  |  |

| 25 de agosto | Japón | 38 - 7 | Reino Unido |  |  |

| 25 de agosto | Australia | 21 - 19 | Sudáfrica |  |  |

## Ronda final
|  | Cuartos de final | Cuartos de final |           |               | Semifinales            | Semifinales            |  |  | Final | Final |
|  |                  |                  |           |               |                        |                        |  |  |       |       |
|  |                  |                  |           |               |                        |                        |  |  |       |       |
|  |                  |                  |           |               |                        |                        |  |  |       |       |
|  | Fiyi             | 35               |           |               |                        |                        |  |  |       |       |
|  | Fiyi             | 35               |           |               |                        |                        |  |  |       |       |
|  | Reino Unido      | 0                |           |               |                        |                        |  |  |       |       |
|  | Reino Unido      | 0                | Fiyi      | 45            |                        |                        |  |  |       |       |
|  |                  |                  | Fiyi      | 45            |                        |                        |  |  |       |       |
|  |                  | Nueva Zelanda    | 0         |               |                        |                        |  |  |       |       |
|  | Sudáfrica        | Nueva Zelanda    | 0         | 12            |                        |                        |  |  |       |       |
|  | Sudáfrica        |                  |           | 12            |                        |                        |  |  |       |       |
|  | Nueva Zelanda    | 15               |           |               |                        |                        |  |  |       |       |
|  | Nueva Zelanda    | 15               | Fiyi      | 35            |                        |                        |  |  |       |       |
|  |                  |                  | Fiyi      | 35            |                        |                        |  |  |       |       |
|  |                  | Australia        | 19        |               |                        |                        |  |  |       |       |
|  | Australia        | Australia        | 19        | 49            |                        |                        |  |  |       |       |
|  | Australia        |                  |           | 49            |                        |                        |  |  |       |       |
|  | Canadá           | 0                |           |               |                        |                        |  |  |       |       |
|  | Canadá           | 0                | Australia | 35            | Tercer y cuarto puesto | Tercer y cuarto puesto |  |  |       |       |
|  |                  |                  | Australia | 35            | Tercer y cuarto puesto | Tercer y cuarto puesto |  |  |       |       |
|  |                  | Francia          | 5         |               |                        |                        |  |  |       |       |
|  | Japón            | Francia          | 5         | 7             | Francia                | 10                     |  |  |       |       |
|  | Japón            |                  |           | 7             | Francia                | 10                     |  |  |       |       |
|  | Francia          | 40               |           | Nueva Zelanda | 19                     |                        |  |  |       |       |
|  | Francia          | 40               |           |               | 19                     |                        |  |  |       |       |
|  |                  |                  |           |               |                        |                        |  |  |       |       |
|  |                  |                  |           |               |                        |                        |  |  |       |       |

## Clasificación del 5º al 8º puesto
|  | Eliminatoria del 5º al 8º | Eliminatoria del 5º al 8º |   |             | Partido por el 5º lugar | Partido por el 5º lugar |  |
|  |                           |                           |   |             |                         |                         |  |
|  | 2 de agosto               |                           |   |             |                         |                         |  |
|  | Reino Unido               | 19                        |   |             |                         |                         |  |
|  | Sudáfrica                 | 22                        |   |             |                         |                         |  |
|  |                           |                           |   |             |                         |                         |  |
|  |                           |                           |   |             | 2 de agosto             |                         |  |
|  |                           |                           |   |             | Sudáfrica               | 34                      |  |
|  |                           | Canadá                    | 5 |             |                         |                         |  |
|  |                           |                           |   |             |                         |                         |  |
|  |                           |                           |   |             |                         |                         |  |
|  |                           |                           |   |             | Partido por el 7º lugar |                         |  |
|  | 2 de agosto               | 2 de agosto               |   | 2 de agosto | 2 de agosto             |                         |  |
|  | Japón                     | 19                        |   | Reino Unido | 21                      |                         |  |
|  | Canadá                    | 21                        |   |             | Japón                   | 19                      |  |

## Posiciones
| Posición | Selección     |
| -------- | ------------- |
|          | Fiyi          |
|          | Australia     |
|          | Nueva Zelanda |
| 4        | Francia       |
| 5        | Sudáfrica     |
| 6        | Canadá        |
| 7        | Reino Unido   |
| 8        | Japón         |